# Pseudorinelepis genibarbis
Pseudorinelepis genibarbis é uma espécie de peixe sul-americano de água doce.